# Tatsushi Koyanagi
Tatsushi Koyanagi (小柳 達司 Koyanagi Tatsushi?), född 7 februari 1990 i Chiba prefektur, är en japansk fotbollsspelare.
Koyanagi började sin karriär 2012 i Thespa Kusatsu (Thespakusatsu Gunma). Han spelade 127 ligamatcher för klubben. 2016 flyttade han till Zweigen Kanazawa. Han spelade 60 ligamatcher för klubben. Han gick tillbaka till Thespakusatsu Gunma 2018. 2019 flyttade han till Ventforet Kofu.